# 纳瓦雷斯德亚尤索
纳瓦雷斯德亚尤索，是西班牙卡斯蒂利亚-莱昂塞戈维亚省的一个市镇。 总面积15平方公里，总人口93人（2001年），人口密度6人/平方公里。